# مخالف تجدیدنظرطلبی
مخالف تجدیدنظرطلبی، ضد تجدیدنظرطلبی یا آنتی ریویزیونیسم (به انگلیسی: Anti-revisionism) موضعی در مارکسیسم–لنینیسم است که در دهه ۱۹۵۰ در مخالفت با اصلاحات نیکیتا خروشچف، سومین رهبر اتحاد شوروی ظهور کرد. تفاسیر خروشچف از مارکسیسم با رهبر پیشین یعنی ژوزف استالین متفاوت بود و دست به خنثی‌سازی اقدامات استالین کرد. طرفداران استالین، اقدامات خروشچف و جانشینان او به عنوان سرمایه‌دار دولتی و سوسیال امپریالیست نامیدند.
اصطلاح استالینیسم نیز برای توصیف این موضع به کار می ود، اما نه توسط حامیناش. ضد تجدید نظرطلب‌ها معتقد هستند استالین صرفاً مارکسیسم و لنینیسم ارتدوکس را سنتز کرده و به کار می‌برد. از آنجایی که تفاسیر بسیاری از تجدیدنظرطلبی وجود دارد، درنتیجه برداشت‌ها از آنتی ریویزونیسم هم متفاوت است.
گروه‌های مدرنی که خود را ضد رویزیونیست توصیف می‌کنند به چند دسته تقسیم می‌شوند. برخی از آنها، هم از آثار استالین و هممائوتسه تونگ حمایت می‌کنند؛ ولی برخی از آثار استالین حمایت می‌کنند در حالی که مائو را رد می‌کنند. اما اکثریت آنها در مخالفت با تروتسکیسم مشترک هستند.

## بررسی کلی
مارکسیسم–لنینیسم یک نظریه سیاسی-اقتصادی است که توسط جوزف استالین در دهه ۱۹۲۰ مطرح شد. به گفته طرفداران آن، این نظریه ترکیبی از نظریه‌های کارل مارکس، فردریش انگلس و ولادیمیر لنین است اما منتقدان آن را استالینیسم می‌نامند. این استالین بود که به‌طور موجز در جزوه معروف خود با عنوان مبانی لنینیسم تعریف کرد که «لنینیسم مارکسیسم عصر امپریالیسم و انقلاب پرولتری است». این نظریه بر پایه نظریه مارکس استوار است که سرمایه‌داری جامعه را به دو طبقه تقسیم می‌کند، یعنی طبقه بورژوازی یا مالک دارایی و پرولتاریا یا طبقه کارگر. این نظزیه مدعی است که در درون پرولتاریای بین‌المللی بخشی ااز کارگران دست بالا از کشورهای قدرتمند امپریالیستی ظهور می‌کند که بر پرولتاریای فوق استثمار شده کشورهای استعماری و نواستعماری قدرت اقتصادی و سیاسی اعطا می‌شود. مارکسیست‌ها-لنینیست‌ها از طبقاتی‌ترین اعضای پرولتاریا از احزاب پیشتاز بر اساس اصل سانترالیسم دموکراتیک دفاع می‌کنند که جنبش‌های انقلابی را به سمت ایجاد تک حزبی هدایت می‌کند. دولت‌هایی که به تدریج به سوسیالیسم و در نهایت کمونیسم جهانی پیشرفت خواهند کرد. بهطور کلی ضد رویزیونیسم موضع یدر مارکسیسم-لنینیسم است که بر اساس تفسیر استالین، از دیکتاتوری پرولتاریا، دگرگونی شدید و سریع اقتصادی در کوتاه مدت و رویارویی خشونت‌آمیز با قدرت‌های سرمایه‌داری حمایت می‌کرد. ظهور تفسیر خروشچویستی منجر به واکنش مارکسیست-لنینیست‌های طرفدار استالین شد که جنبش ضد رویزیونیستی را تشکیل دادند و با سیاست‌های استالین زدایی خروشچویستی مخالفت کردند. ضد رویزیونیست‌ها رهبری جنبش مارکسیستی-لنینیستی اتحاد جماهیر شوروی را رد کردند و معتقد بودند که این جنبش به سرمایه‌داری دولتی و سوسیال امپریالیستی تبدیل شده است. با وجود این، خطوط بین دو اردوگاه در مارکسیسم-لنینیسم اغلب مبهم بود.

## تاریخچه
ضد رویزیونیست‌ها با اصلاحات آغاز شده در کشورهای مارکسیست-لنینیست توسط رهبرانی مانند نیکیتا خروشچف در اتحاد جماهیر شوروی و دنگ شیائوپینگ در چین مخالفت می‌کنند. آنها عموماً از اقدامات و دولت‌ها به عنوان سرمایه‌داری دولتی و سوسیال امپریالیستی یاد می‌کنند. آنها همچنین تروتسکیسم و انقلاب دائمی آن را رد می‌کنند.
ضد رویزیونیست‌ها همچنین اذعان می‌کنند که اتحاد جماهیر شوروی آغازگر طبقه جدید یا «بورژوازی سرخ» بود؛ اما آنها عموماً تقصیر تشکیل آن طبقه را به گردن خروشچف و جانشینان او می‌اندازند و نه استالین. در محافل ضد رویزیونیست، صحبت از تضاد طبقاتی در اتحاد جماهیر شوروی قبل از سال ۱۹۵۶ بسیار اندک است، به جز زمانی که در مورد زمینه‌های خاص مانند جنگ داخلی روسیه صحبت می‌شود (زمانی که برخی از عوامل طبقه حاکم فئودال سابق تلاش کردند تا قدرت دولتی را از کشور بازپس گیرند.